# Гоголевка (Кваркенський район)
Го́голевка (рос. Гоголевка) — село у складі Кваркенського району Оренбурзької області, Росія.

## Населення
Населення — 134 особи (2010; 177 у 2002).
Національний склад (станом на 2002 рік):
- казахи — 33 %
- росіяни — 27 %